# Orbellia tokyoensis
Orbellia tokyoensis är en tvåvingeart som beskrevs av Leander Czerny 1937. Orbellia tokyoensis ingår i släktet Orbellia och familjen myllflugor. Inga underarter finns listade i Catalogue of Life.